# WS Europe Cup 2018-2019
Navigation
Édition précédente Édition suivante
La WS Europe Cup 2018-2019 est la 39e édition d'une compétition de rink hockey organisé par le World Skate Europe Rink Hockey, le Comité Européen de Rink-Hockey. Il s'agit de la seconde plus importante compétition européenne de rink hockey, derrière la ligue européenne. Elle regroupe les meilleurs clubs européens qui n'ont pas pu participer à cette autre compétition. 
Cette saison est la 1re sous l'appellation WS Europe Cup auparavant la compétition se nommait Coupe CERS.
Le tenant du titre est le club espagnol de Lleida Llista.

## Participants
Chaque fédération nationale affiliée au WS Europe peut inscrire au maximum 5 clubs dans la compétition. Cependant, le club champion national ne peut participer, car il doit s'engager dans la Ligue Européenne.

## Déroulement
La compétition démarre avec un tour préliminaire, le tenant du titre et trois autres équipes tirées au sort sont exempts lors de ce tour.
Le tour préliminaire se joue en matchs aller et retour.
- Tenant du titre :  Lleida Llista
- Clubs directement qualifiés pour les huitièmes de finale :
  -  SA Mérignac
  -  CP Voltregà
  -  Viareggio

## Phase éliminatoire

### Tour préliminaire
24 équipes participent  au tour préliminaire en matchs aller et retour les 20 octobre et 17 novembre 2018.
| Équipe 1        | Score | Équipe 2            | Aller | Retour |
| --------------- | ----- | ------------------- | ----- | ------ |
| RHC Dornbirn    | 2-15  | Juventude de Viana  | 2-5   | 0-10f  |
| RESG Walsum     | 8-9   | HC Turquel          | 4-4   | 4-5    |
| Igualada HC     | 20-2  | RHC Uri             | 7-1   | 13-1   |
| OC Barcelos     | 5-14  | Nantes ARH          | 5-4   | 0-10f  |
| Hockey Sarzana  | 11-5  | CS Noisy le Grand   | 8-2   | 3-3    |
| RHC Diessbach   | 11-7  | LV La Roche-sur-Yon | 6-6   | 5-1    |
| Hockey Valdagno | 18-4  | TuS Düsseldorf-Nord | 11-2  | 7-2    |
| RSC Darmstadt   | 2-13  | Girona CH           | 1-6   | 1-7    |
| RHC Wolfurt     | 15-8  | RSC Uttigen         | 5-4   | 10-4   |
| ERG Iserlohn    | 7-12  | RC Biasca           | 4-5   | 3-7    |
| SC Tomar        | 8-6   | CH Caldes           | 4-2   | 4-4    |
| US Coutras      | 6p-6  | IGR Remscheid       | 4-3   | 2-3    |

- (p) victoire après prolongation
- (f) victoire par forfait
- Nantes ARH qualifié à la suite du forfait de Barcelos pour non présentation d'un entraîneur principal[2]. Même sanction pour RHC Dornbirn qui se présente sans délégué de l'équipe sur le banc.

### Huitième de finale
16 équipes participent aux huitièmes de finale qui se déroulent en match aller-retour, le 1er décembre 2018 et le 19 janvier 2019.
| Équipe 1           | Score | Équipe 2        | Aller   | Retour |
| ------------------ | ----- | --------------- | ------- | ------ |
| RHC Wolfurt        | 10-0  | SA Mérignac     | 10-0(f) | -      |
| Juventude de Viana | 2-6   | CP Voltregà     | 2-2     | 2-4    |
| RC Biasca          | 11-15 | Hockey Valdagno | 5-6     | 6-9    |
| Girona CH          | 6-12  | Lleida Llista   | 1-6     | 5-6    |
| Nantes ARH         | 7*-7  | US Coutras      | 4-2     | 3-5    |
| Hockey Sarzana     | 9-7   | SC Tomar        | 6-2     | 3-5    |
| HC Turquel         | 6-9   | Viareggio       | 2-5     | 4-4    |
| Igualada HC        | 8-4   | RHC Diessbach   | 4-1     | 4-3    |

- (f) victoire par forfait pour non présentation d'un entraîneur principal.
- Nantes ARH qualifié aux pénalties.

### Quarts de finale
8 équipes participent aux quarts de finale qui se déroulent en match aller-retour, le 16 février et le 9 mars 2019. 
| Équipe 1       | Score       | Équipe 2        | Aller | Retour |
| -------------- | ----------- | --------------- | ----- | ------ |
| Hockey Sarzana | 7-7 OT: 1-0 | Igualada HC     | 5-4   | 2-3    |
| Nantes ARH     | 6-13        | Lleida Llista   | 3-5   | 3-8    |
| RHC Wolfurt    | 4-15        | CP Voltregà     | 1-8   | 3-7    |
| Viareggio      | 8-9         | Hockey Valdagno | 5-5   | 3-4    |

- Le match retour Hockey Valdagno - Viareggio est reporté au 16 mars 2019.

## Final Four
Un nouveau tirage est effectué pour désigner les demi-finales et la finale qui se jouent au cours d'un Final Four, à Lérida (Espagne), sur une seule rencontre à élimination directe.
|  | Demi-finales    | Demi-finales  |                |   | Finale | Finale |
|  |                 |               |                |   |        |        |
|  | 27 avril 2019   |               |                |   |        |        |
|  |                 |               |                |   |        |        |
|  | Hockey Sarzana  | 4(2)          |                |   |        |        |
|  | Hockey Sarzana  | 4(2)          | 28 avril 2019  |   |        |        |
|  | Hockey Valdagno | 2(2)          |                |   |        |        |
|  | Hockey Valdagno | 2(2)          | Hockey Sarzana | 3 |        |        |
|  | 27 avril 2019   |               | Hockey Sarzana | 3 |        |        |
|  |                 | Lleida Llista | 6              |   |        |        |
|  | Lleida Llista   | Lleida Llista | 6              | 5 |        |        |
|  | Lleida Llista   |               |                | 5 |        |        |
|  | CP Voltregà     | 3             |                |   |        |        |
|  | CP Voltregà     | 3             |                |   |        |        |